# Anik
Anik es el nombre de una serie de satélites de comunicaciones geoestacionarios canadienses lanzados por Telesat para emitir televisión. En Inuktitut, anik significa hermanito.

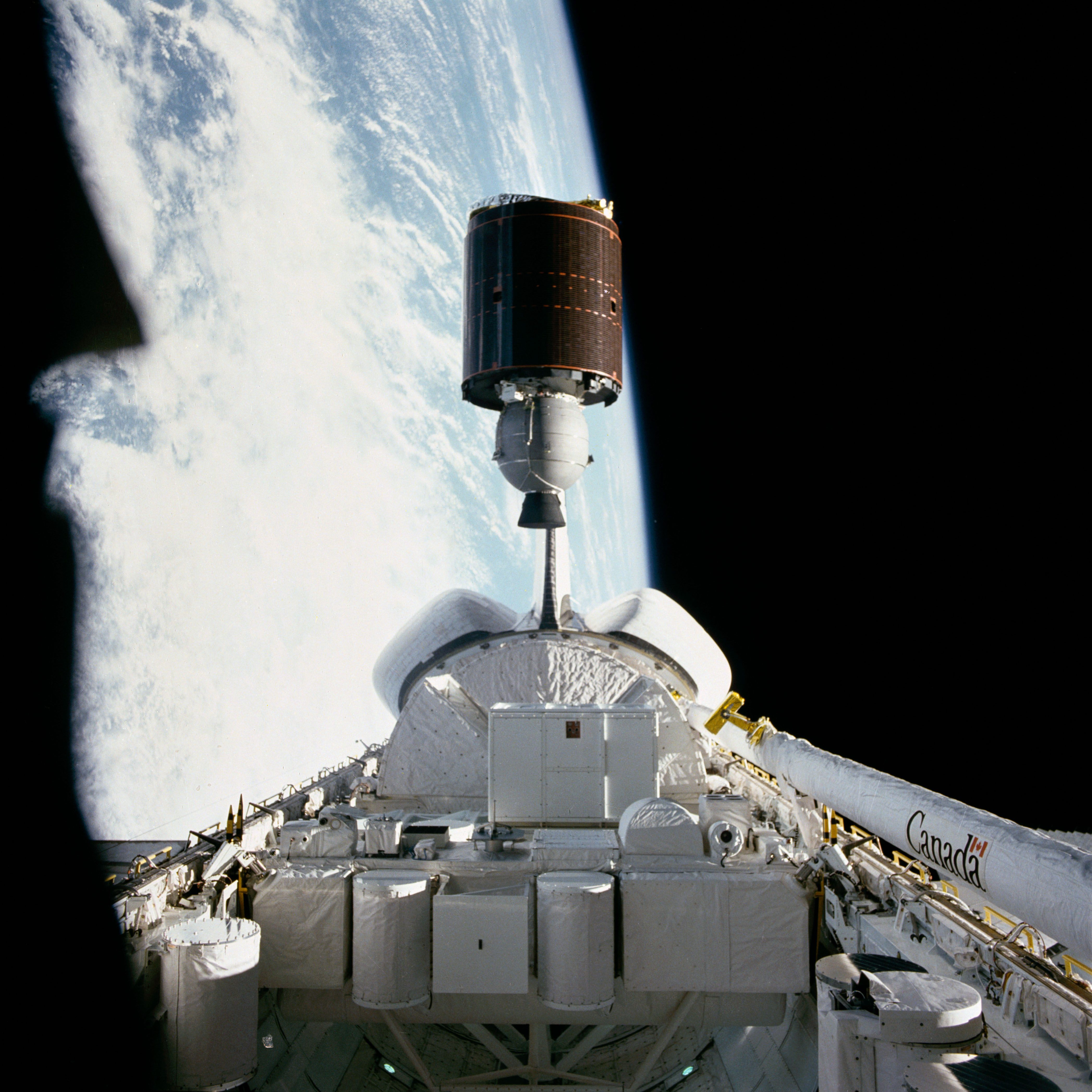
Lanzamiento del Anik C2.

## Satélites
| Nombre   | Tipo de satélite      | Lanzamiento              | Retirado                | Vehículo de lanzamiento           |
| -------- | --------------------- | ------------------------ | ----------------------- | --------------------------------- |
| Anik A1  | Hughes Aircraft HS333 | 9 de noviembre de 1972   | 15 de julio de 1982     | Delta                             |
| Anik A2  | Hughes Aircraft HS333 | 20 de abril de 1973      | 6 de octubre de 1982    | Delta                             |
| Anik A3  | Hughes Aircraft HS333 | 7 de mayo de 1975        | 21 de noviembre de 1984 | Delta                             |
| Anik B1  | RCA Astro Satcom      | 15 de diciembre de 1978  | 1 de diciembre de 1986  | Delta                             |
| Anik C1  | Hughes Aircraft HS376 | 12 de abril de 1985      | 5 de mayo de 2003       | Transbordador espacial Discovery  |
| Anik C2  | Hughes Aircraft HS376 | 18 de junio de 1983      | 17 de enero de 1998     | Transbordador espacial Challenger |
| Anik C3  | Hughes Aircraft HS376 | 11 de noviembre de 1982  | 18 de junio de 1997     | Transbordador espacial Columbia   |
| Anik D1  | Hughes Aircraft HS376 | 26 de agosto de 1982     | 16 de diciembre de 1991 | Delta                             |
| Anik D2  | Hughes Aircraft HS376 | 8 de noviembre de 1984   | 31 de enero de 1995     | Transbordador espacial Discovery  |
| Anik E1  | GE Astro 5000         | 26 de septiembre de 1991 | 17 de enero de 2005     | Ariane 4                          |
| Anik E2  | GE Astro 5000         | 4 de abril de 1991       | 23 de noviembre de 2005 | Ariane 4                          |
| Anik F1  | HS 702 (Boeing 702)   | 21 de noviembre de 2000  | En activo               | Ariane 4                          |
| Anik F2  | Boeing 702            | 17 de julio de 2004      | En activo               | Ariane 5G                         |
| Anik F1R | ASTRIUM E3000         | 9 de septiembre de 2005  | En activo               | Proton/Briz M                     |
| Anik F3  | ASTRIUM E3000         | 10 de abril de 2007      | En activo               | Proton/Briz M                     |

## Anik A
La serie de satélites Anik A fue la primera serie de satélites nacionales domésticos. Permitieron a la CBC emitir hasta el norte de Canadá por primera vez. Cada uno de los satélites iba equipado con 12 transpondedores en banda C, y por tanto la capacidad de emitir 12 canales de televisión en color. 

## Anik B
Llevaba 12 transpondedores en banda C y seis en banda Ku. Fue lanzado el 15 de diciembre de 1978 y fue el sucesor de la serie de satélites Anik A y del satélite experimental Hermes.

## Anik C
La serie C tenía tres veces más potencia que la serie A. Cada uno portaba 16 transpondedores en banda Ku. Con Anik C-3 se pusieron en práctica las primeras redes de televisión por pago.

## Anik D
Anik D1 y D2 fueron lanzados en 1982 y 1984. Portaban transpondedores en banda C.

## Anik E
Anik E1 y E2 fueron lanzados a principios de los años 1990 para reemplazar a Anik D1 y D2.
El jueves 20 de enero de 1994, Anik E1 y E2 sufrieron problemas debido a la actividad solar, perdiéndose temporalmente su funcionalidad.

## Anik F1
Fue lanzado el 21 de noviembre de 2000 por un Ariane 4 desde el puerto espacial de Kourou. Fue el satélite de comunicaciones más potente lanzado hasta aquella fecha, y disponía de propulsión iónica para mantenerse posicionado.
Los paneles solares se degradaron con más rapidez de lo esperado, por lo que se construyó un satélite de reemplazo, el Anik F1R, lanzado en 2005.

## Anik F2
Con 5900 kg, pesaba más de 10 veces más que el Anik A1 y es uno de los satélites de comunicaciones más grandes construidos, y da servicio al norte de América. Utiliza transpondedores de banda Ka.

## Anik F3
Pesa 4.634 kg y proporciona servicio al norte de América. Fue construido por EADS Astrium y lanzado mediante un cohete Proton M.